# Julius Eberwein
Julius Eberwein (* 24. Juni 1802 in  Rudolstadt; † 20. Mai 1870 ebenda) war Rechtsanwalt und Parlamentspräsident im Landtag Schwarzburg-Rudolstadt.

## Leben
Julius Eberwein war der Sohn des Komponisten Max Eberwein. Er studierte Rechtswissenschaften an den Universitäten Leipzig und Berlin. Ab 1825 war er Amtsadvokat in Rudolstadt. 1830 wurde er zum Regierungsadvokaten befördert und erhielt 1843 den Titel Justizrat.
Er war langjähriges Mitglied des Stadtrates von Rudolstadt. Für den ausgeschiedenen Abgeordneten Heinrich Knoch rückte er am 7. Juli 1852 für den 1. (Rudolstädter) Wahlkreis in den Landtag nach. Im Zweiten Wahlgang wurde er am 13. Februar 1854 mit 12 von 18 Stimmen zum stellvertretenden Parlamentspräsidenten gewählt. Ab dem 16. Oktober 1854 vertrat er den Wahlkreis Rudolstadt-Stadt im Landtag und wurde am 25. Februar 1858 im zweiten Wahlgang mit 9 von 15 Stimmen zum Landtagspräsidenten gewählt.